# Olimpiade (figlia di Erode il Grande)
Olimpiade (Olympias; 19 a.C.) fu la figlia di Erode il Grande e di sua moglie Maltace.
Olimpiade nacque nel 19 a.C. circa da Erode il Grande e da sua moglie Maltace, una samaritana; suoi fratelli furono i sovrani Antipa e Archelao. Sposò il cugino Giuseppe (figlio di Giuseppe, fratello di Erode), cui diede nell'1 a.C. circa una figlia, Mariamne.